# Comoliopsis
Comoliopsis, biljni rod u porodici melastomovki (Melastomataceae), kojemu pripadaju tri južnoameričke tropske vrste iz sjevernog Brazila i Venezuele
Rod je opisan u Acta Botanica Venezuelica 14(3): 23. 1984.

## Vrste
1. Comoliopsis coriacea (Gleason) M.J.Rocha & P.J.F.Guim.
2. Comoliopsis montana (Gleason) M.J.Rocha & P.J.F.Guim.; vednezuelski endem
3. Comoliopsis neblinae Wurdack; venezuelski endem